# Religion in Ghana
Die Religion in Ghana umfasst im Wesentlichen Christentum, Islam und traditionelle afrikanische Religionen.

## Religiosität der Ghanaer
In Ghana soll die Mehrheit Anhänger eines christlichen Glaubens sein. Zwischen fast 60 und über 70 Prozent der Ghanaer sollen zu den Christen zählen, unter denen es auch viele Afrikanische Kirchen gibt. Etwa 22 Prozent der Menschen glauben demnach an traditionelle Religionen, mindestens 18 Prozent sind Muslime. Anderen Quellen zufolge sind jeweils 30 Prozent der Bevölkerung Muslime und Christen, während 40 Prozent traditionellen Religionen folgen.
Die Grenzen zwischen den verschiedenen Religionen sind nicht so scharf getrennt, wie man es von anderen Teilen der Welt kennt. Insbesondere mit dem traditionellen Glauben vermischen sich die christlichen Hauptströmungen und Sekten ebenso wie der Islam. Viele christliche oder muslimische Ghanaer sehen im Besuch eines „Fetischpriesters“ keinen Widerspruch zu ihrer Religion. Alle hohen Christlichen Feiertage sind nationale Feiertage geworden. Auch Ramadan, der islamische Fastenmonat wird über das ganze Land verteilt gefeiert. Von einzelnen ethnischen Gruppen werden zudem die ihrer traditionellen Religion entsprechenden Feste gefeiert. Die Bevölkerung des nördlichen Teils des Landes ist muslimisch, der Süden eher christlich orientiert.

## Statistik
In seiner ersten Ausgabe gab der Fischer Weltalmanach für 1960 einen christlichen Anteil von nur 12,2 % (400.000 Katholiken und 200.000 Protestanten von 4,91 Mio. Einwohnern) an. Wenn auch für 1966 die Zahl der Katholiken schon auf 600.000 und die der Protestanten auf 300.000 gestiegen war, so machte ihr Anteil an nunmehr 7,34 Mio. Einwohnern zunächst weiterhin nur 12,3 % aus und auch für 1969 erst 17,2 % (je 700.000 Katholiken und Protestanten von 8.143.000 Einwohnern) gegenüber 25 % Muslimen.
Nach Angaben des Auswärtigen Amtes verteilt sich die Bevölkerung gegenwärtig folgendermaßen: In Ghana gehören ca. 46 % protestantischen Kirchen (Presbyterianer, Methodisten, Baptisten, Charismatische Bewegungen, Siebenten-Tags-Adventisten), zur katholischen Kirche (13 %), zum Islam (18 %) und ca. 5 % hängen traditionellen Religionen an. Die Fischer-Weltalmanach-Ausgaben 2011 bis 2015 gaben hingegen 20 % Protestanten (Presbyterianer, Methodisten, Baptisten und charismatische Bewegungen), 10 % Katholiken, 30 % Muslime und 40 % Anhänger indigener Religionen an.

## Christentum
Das Christentum in Ghana umfasst gemäß der Volkszählung von 2010 ca. 71,2 Prozent der Bevölkerung. Die Mehrheit von ihnen gehört charismatischen bzw. Pfingstkirchen (28,3 Prozent) und protestantischen Glaubensgemeinschaften (18,4 Prozent) wie der Presbyterianischen Kirche von Ghana, der Evangelical Presbyterian Church Ghana oder der Church of the Province of West Africa an, zudem gibt es noch die Römisch-katholische Kirche (13,1 Prozent) und andere christliche Konfessionen (11,4 Prozent).

## Islam

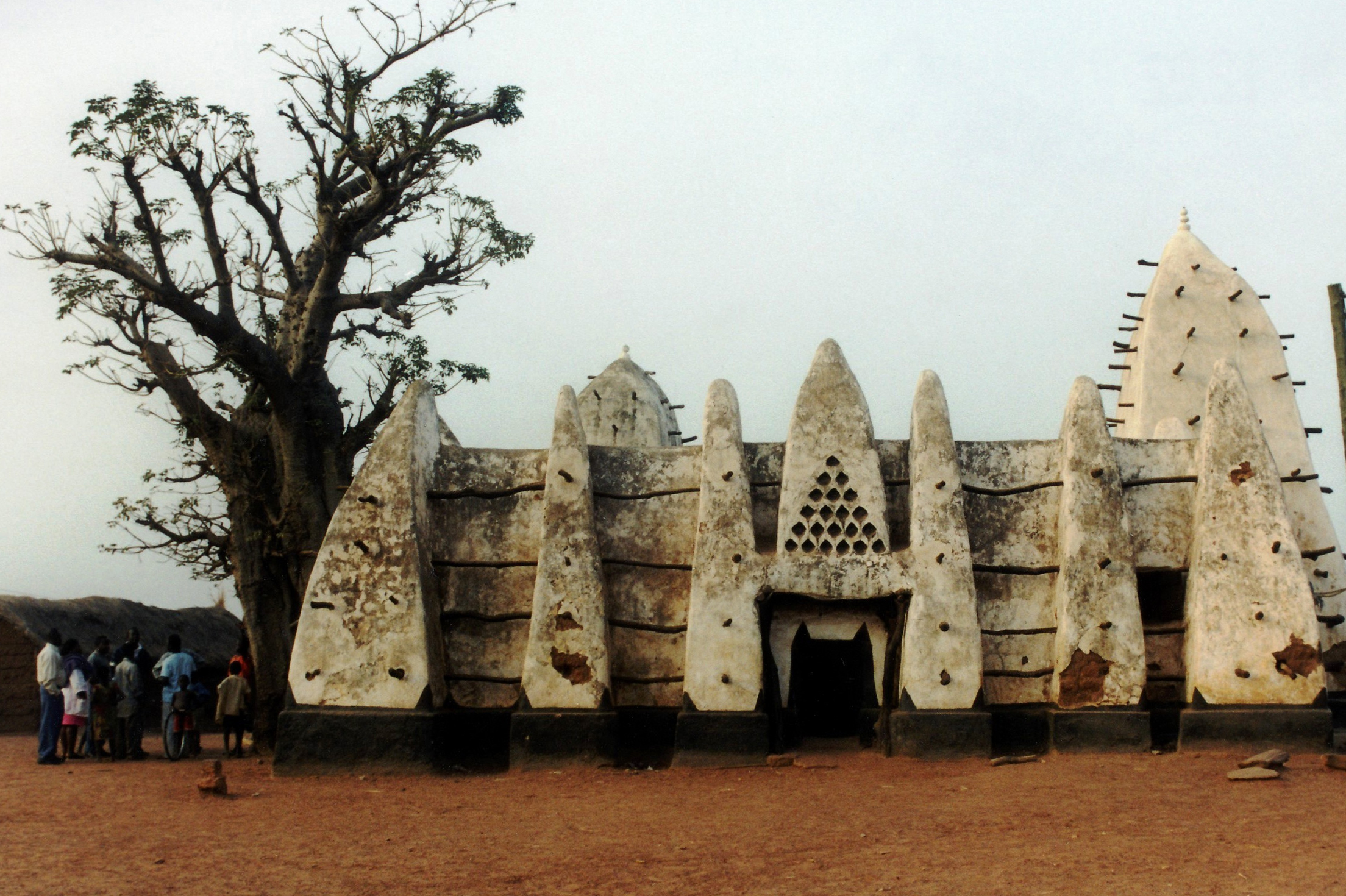
Vorderansicht der Moschee von Larabanga

Die Verbreitung des Islam vollzog sich in Westafrika etwa seit dem 9. Jahrhundert und hatte seine Ursache weniger in einer planvollen Missionierungsarbeit. Vielmehr kamen Händler aus dem Norden und Osten Afrikas auf der Suche nach Gold, Elfenbein, Sklaven und Kolanüssen nach Westafrika. Allmählich nahmen die damals im nördlichen Gebiet des heutigen Ghana lebenden Menschen ihren Glauben an. Die Großreiche Mali und Songhai wurden früh islamisiert und gaben den neuen Glauben an die Nachbarn weiter. In den Norden Ghanas gelangte der Islam vermutlich im 15. Jahrhundert, von dort verbreitete er sich bis an den Golf von Guinea.
Der Islam kommt in seiner sunnitischen Ausrichtung vor, das heißt, die meisten Muslime Ghanas folgen den Richtlinien der Maliki-Gesetzesschule. Andere Strömungen gibt es, sind jedoch selten. Islamischer Fundamentalismus, wie er sich im Nahen Osten und bis nach Nigeria ausgebreitet hat, ist im Land nicht vorhanden, da hier alle Religionen friedlich nebeneinander existieren. Die meisten der ghanaischen Muslime leben im Norden des Landes.
Repräsentationskörperschaften der islamischen Gläubigen in Ghana sind die Coalition of Muslim Organizations und der Ghana Muslim Representative Council. Oberster Imam aller islamischen Gläubigen in Ghana:
- im Jahre 1997: Alhadj Mukitar Abass
- im Jahre 2003: Sheikh Usman Nuhu Sharabutu

Die älteste Moschee in Ghana ist in Larabanga angesiedelt, zwölf Kilometer nördlich von Damongo und etwa fünf Kilometer entfernt vom Mole-Nationalpark. Der Baustil dieser Moschee ist westsudanesisch.

## Traditionelle Religionen

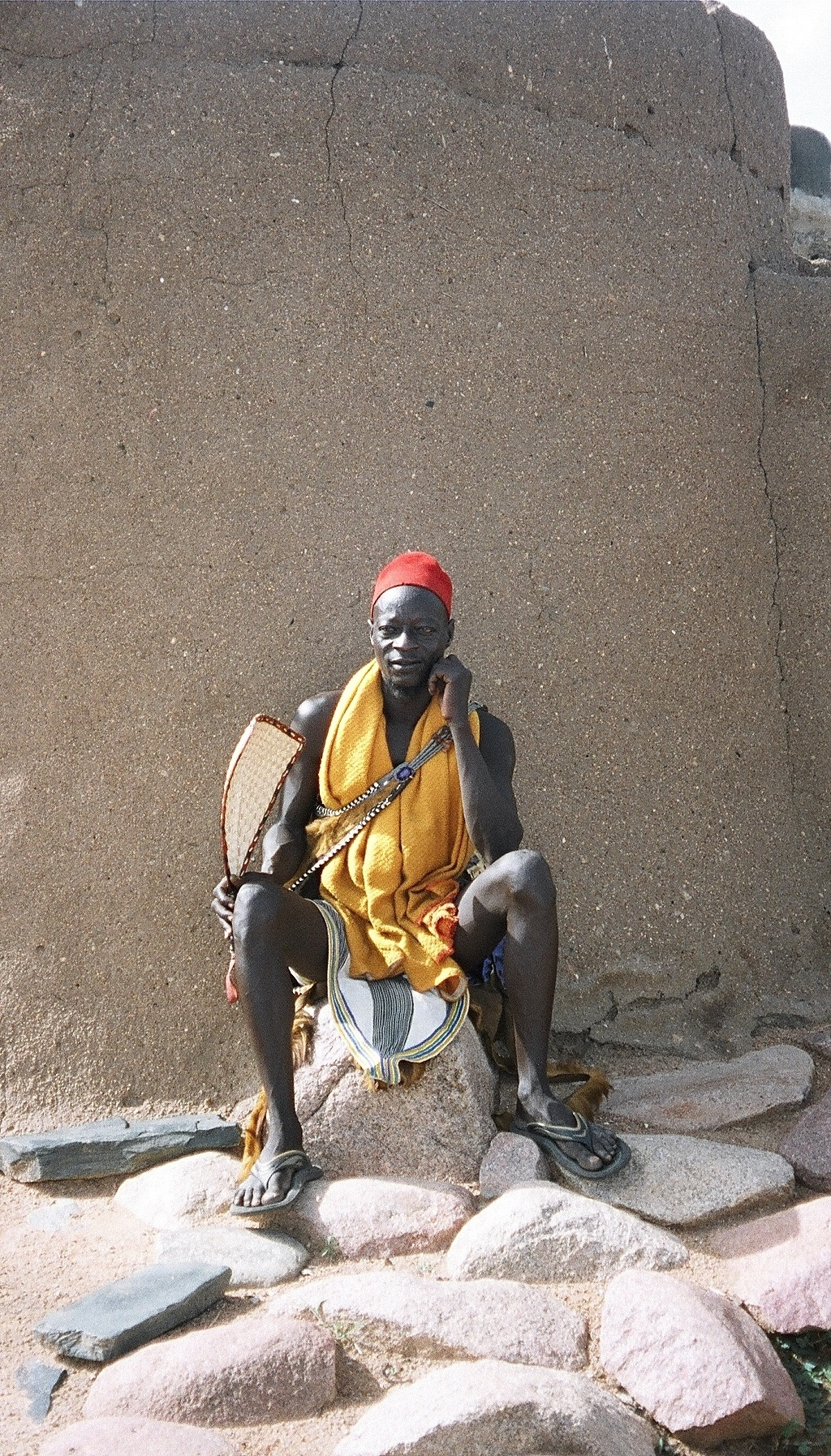
Wächter eines traditionellen Schreins in Nordghana

Bis heute haben sich reine Formen der traditionellen Religionen gehalten, doch auch Mischformen aus Christentum oder Islam mit Elementen der traditionellen Religionen (Synkretismus) sind häufig. In den traditionellen Religionen gibt es in der Regel ein höchstes Wesen, welches aufgrund seiner Mächtigkeit zu sehr respektiert wird, als dass es sich für die alltägliche Anbetung eignet. Vielmehr werden kleinere, häufig lokal sehr eingegrenzte Gottheiten verehrt, um als Mittler zwischen den Menschen und dem höchsten Wesen zu fungieren.
Die Ahnen und Geister gehören neben den Göttern selbstverständlich zur Religion und werden respektiert und verehrt. Für die Ghanaer hängt ihre spirituelle Welt an vielen Stellen mit der realen Welt zusammen. So kann ein verärgerter Gott durchaus eine Krankheit, Dürre oder gar den Tod verursachen. Die Ahnen werden häufig um ihren Beistand gebeten und sollen Reichtum bringen. Die Ahnen gelten als nächste Verbindung mit der spirituellen Welt und haben daher eine besondere Rolle für die gläubigen Menschen. Der traditionelle Glaube teilt den Ahnen zudem die Rolle der Überwacher und Lenker zu.
Die Rolle der Stammeshäuptlinge und der Chiefs im Staat, die Rolle der Priester in der Gesellschaft ebenso wie die Rolle der Familienältesten als Berater und Familienoberhaupt baut auf den Vorstellungen der traditionellen Religionen auf. Zur traditionellen Religion zählen häufig Opfergaben, die als Tieropfer oder auch als Blüten- oder Lebensmittelopfer vollzogen werden. Die traditionellen Götter gelten als eifersüchtig, so dass zwischen ihnen regelmäßig versucht wird ein Gleichgewicht herzustellen. Wird dem einen ein Opfer gebracht, so beeilt man sich, den anderen Göttern auch ihren Teil zukommen zu lassen.
Gläubige können ihren Glauben nicht überall mit hinnehmen oder ausüben, da die lokalen Götter nicht selten an den Ort ihrer Verehrung gebunden sind. Daher kommt es vor, dass Anhänger der traditionellen Religionen regelmäßig zur Ausübung ihres Glaubens an ihren Heimatort zurückgehen müssen. So bleiben die Bindungen innerhalb der ursprünglichen Religionsgemeinschaft, die häufig auch zugleich die Dorfgemeinschaft ist, lange auch in der Ferne erhalten.
Die Chiefs (Stammeshäuptlinge) und die Familienoberhäupter üben häufig hohe Kulthandlungen aus, doch gibt es auch Priester, die einem Gott oder einem Schrein zugeschrieben werden und durch welche die verehrte Gottheit nicht selten in Trance spricht. Die Priester sind auch in Fragen der traditionellen Medizin Ansprechpartner und nehmen daher vielfältige Leitungsfunktionen wahr.
Besonders in ländlichen Gebieten haben die traditionellen Religionen ihre Anhänger. Mit Zunahme des Bildungsstandes und des Wohlstands nimmt die Anhängerschaft unter den traditionellen Religionen stark ab, doch in Krisenzeiten suchen viele Ghanaer den Beistand traditioneller Heiler oder Priester.
In manchen Regionen ist der Glaube an Hexerei tief verwurzelt. Verfolgte Frauen finden Zuflucht in sogenannten Hexenlagern, vor allem im Norden des Landes.

## Sonstige Religionen
Darüber hinaus ist der Nationale Geistige Rat der Bahá'í als Religionsgemeinschaft anerkannt.